# L'Europa riconosciuta

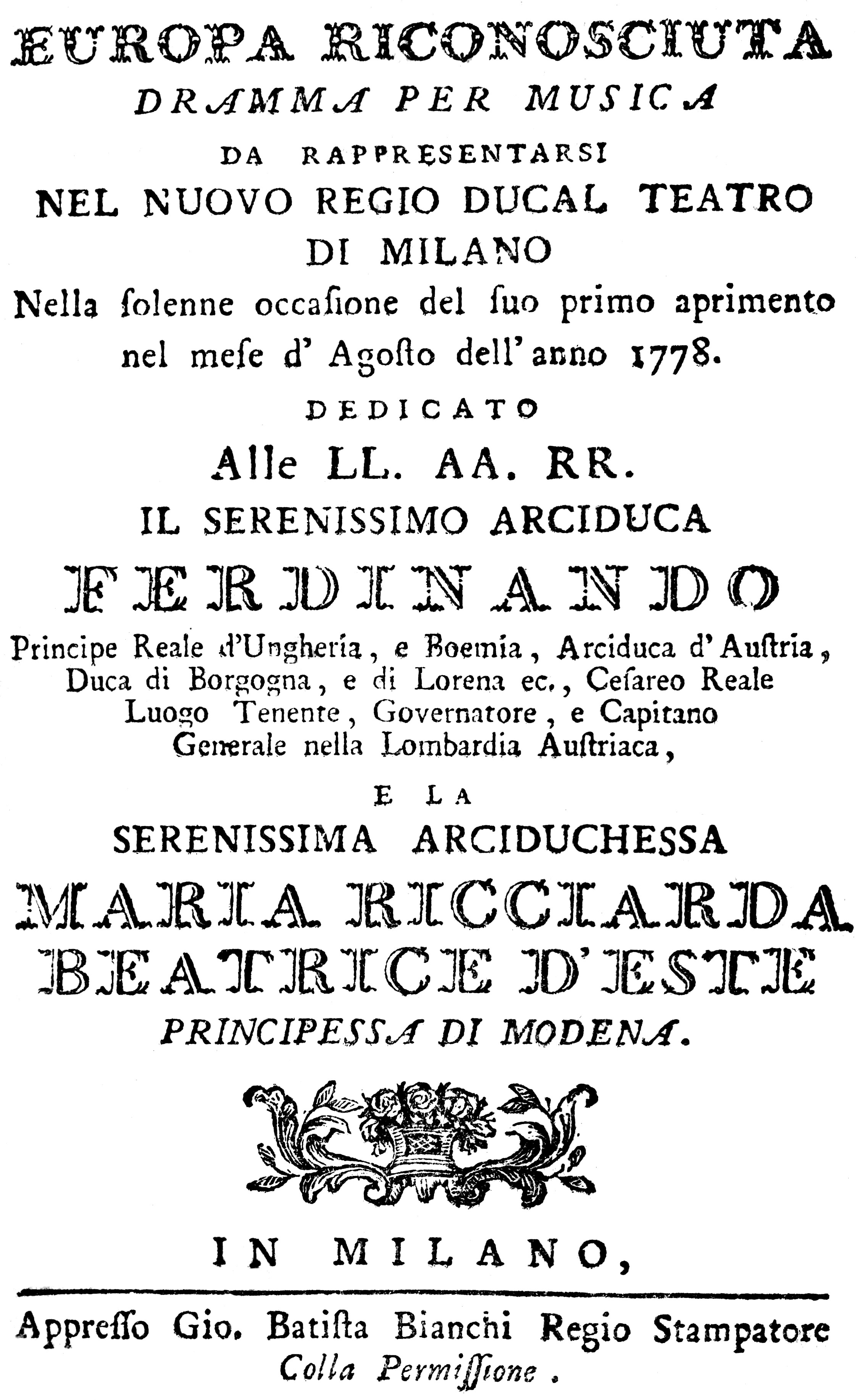
Pòster de l'òpera.

L'Europa riconosciuta és una òpera en dos actes composta per Antonio Salieri amb llibret de Mattia Verazi. Es va representar per primera vegada amb motiu de la inauguració del Teatre de la Scala de Milà el 3 d'agost de 1778, i va ser recuperada després d'un llarg oblit per a la reobertura del mateix teatre el 7 de desembre de 2004, sota la direcció del director d'orquestra Riccardo Muti.